# Береславка (Волгоградська область)
Береславка (рос. Береславка) — селище у Калачевському районі Волгоградської області Російської Федерації.
Населення становить 4616  осіб. Входить до складу муніципального утворення Береславське сільське поселення.

## Історія
Селище розташоване у межах українського історичного та культурного регіону Жовтий Клин.
Згідно із законом від 20 січня 2005 року № 994-ОД органом місцевого самоврядування є Береславське сільське поселення.

## Населення
| 2002 | 2010  |
| ---- | ----- |
| 4806 | ↘4616 |